# Buzura recursaria
Buzura recursaria là một loài bướm đêm trong họ Geometridae.